# 아키타 요시스에
아키타 요시스에(일본어: 秋田倩季, 1751년 ~ 1813년 9월 4일)는 일본 에도 시대의 다이묘로, 미하루번의 7대 번주이다. 유키스에(千季)라고도 불렸으며, 관위는 종5위하, 야마시로노카미이다.
5대 번주 아키타 노부스에의 둘째 아들로 태어났다. 태어난 해에 아버지 노부스에가 은거하고 숙부 사다스에가 가문을 계승하였는데, 1757년, 사다스에가 사망하면서 요시스에가 번주 자리에 올랐다. 취임 당시 아직 나이가 어린 관계로 아버지가 후견인 역할을 하였다. 재임 시에 흉작이 잦고 번 재정이 궁핍했는데, 조카마치에 화재가 발생하여 재정 부담이 가중되었다. 이에 검약령과 담배 전매 정책을 폈고, 번사의 자제들에게 실용 학문을 교육하기 위한 번강소 명덕당(藩講所 明徳堂)을 세웠다. 또한 에도로부터 인형사를 데려와 인형극으로 가부키를 흉내내게 하고 직인들을 육성함으로써 지방 민예인 미하루 하리코(三春張り子)를 탄생시켰다. 1797년에 은거하였고, 둘째 아들 나가스에가 그 뒤를 이었다. 1813년에 사망하였다.